# 森本義男
森本 義男（もりもと よしお）は、日本の武術家。

## 経歴
1903年（明治36年）1月30日に徳島県で生まれた。
幼少より武術を好み、笠井小三郎から貫心流剣術、友成七之丞から柳生一天流柔術を学び免許を得た。
大正初期に上京し帝国尚武会に入り野口清から神道六合流を学んだ。免許を得た後、大正13年11月に京都で柔道整復師試験に合格した。1926年(大正15年)12月阿波郡土成字秋月城趾に森本道場「神刀六合館」を設けて神道六合流を教えていた。昭和六年に阿波国文武館を創立した。

剣道教士六段で他に居合道、薙刀、柔道などを学んでおり、大日本武徳会阿波支所の教師を務めた。